# Семейство Уайът
Семейство Уайът (на английски: The Wyatt Family) е професионален кеч отбор в Световнатата федерация по кеч (WWE). Отбора се състои от Брей Уайът, който е „патриота“ на Семейството. Неговите роднини са Ерик Роуън и Люк Харпър които са другите членове на семейството. Дебютират в WWE през 2013 година, като атакуват Кейн.

## Интро песни
- „Live In Fear“ by Mark Crozer and The Rels

## Вражди
- Кейн (2013)
- Даниъл Брайън (2013 – 2014)
- Джон Сина и Братята Усо (2014)
- Крис Джерико (2014)